# Chiavari
Chiavari é uma comuna italiana da região da Ligúria, província de Génova, com cerca de 27.257 habitantes. Estende-se por uma área de 12 km², tendo uma densidade populacional de 2271 hab/km². Faz fronteira com Carasco, Cogorno, Lavagna, Leivi, Zoagli.

## Demografia
| Variação demográfica do município entre 1861 e 2011                               |
|                                                                                   |
| Fonte: Istituto Nazionale di Statistica (ISTAT) - Elaboração gráfica da Wikipedia |